# Executable

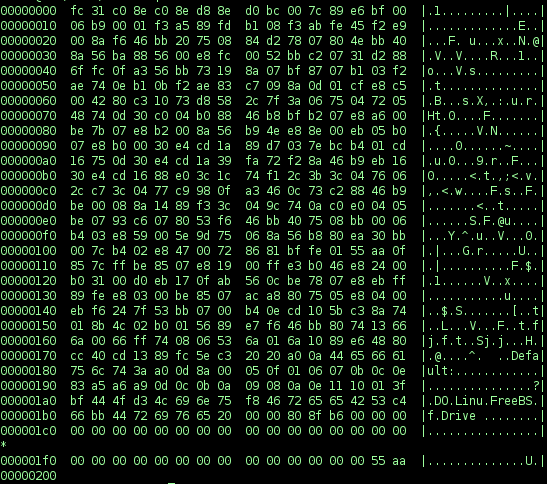
Een hexdump van een executable.

Een executable of uitvoerbaar bestand is een computerbestand dat door een computer uit te voeren is.
Meestal bevat een executable de binaire voorstelling van machine-instructies voor een bepaalde processor. In dit geval wordt de executable ook een binair bestand genoemd. Of een bestand een executable is of niet is meestal een kwestie van afspraak; sommige besturingssystemen geven executables aan door een bepaalde naamgeving (zoals een bestandsextensie .bin of .exe), andere gebruiken de metadata van het bestand (zoals de "execute"-machtiging onder Unix-achtige besturingssystemen).
Op de meeste computersystemen bevatten executables ook informatie die geen deel uitmaakt van het programma zelf, zoals informatie over de omgeving die nodig is voor het draaien van het programma, debug-informatie en -symbolen, of andere interne informatie gebruikt door het besturingssysteem.
Executables bevatten ook zogenaamde systeemoproepen, waarmee ze naast gewone machine-instructies ook diensten van het besturingssysteem kunnen aanroepen. Dit maakt ook dat executables gewoonlijk gebonden zijn aan een bepaald besturingssysteem, en niet alleen aan een bepaalde processor.
Tegenwoordig vermindert het onderscheid tussen een programma in de vorm van broncode (die min of meer leesbaar moet zijn voor de programmeur) en de uitvoerbare vorm (die leesbaar moet zijn voor de machine) doordat de omzetting tussen de twee door compilatie of interpretatie impliciet kan gebeuren.
Bestanden met een scripttaal, ook wel scripts genoemd, zijn bestemd indirect te worden uitgevoerd door een interpreter.

## Formaten
Hier volgen enkele veel gebruikte formaten voor executables:
- DOS
  - COM
  - DOS-executable (MZ)

- Embedded
  - IEEE-695
  - S-records

- Apple Macintosh
  - PEF/CFM
  - Mach-O (NeXT, Mac OS X)

- Unix
  - a.out
  - COFF (System V)
    - ECOFF (MIPS)
    - XCOFF (AIX)

  - ELF (SVR4)
  - Mach-O (NeXT, Mac OS X)

- Microsoft Windows
  - 16-bit New Executable (NE)
  - Portable Executable (PE)

- Andere
  - IBM 360 object format
  - NLM
  - OMF (VME)
  - SOM (HP)
  - XBE - Xbox-executable